# Vojenské muzeum na demarkační linii
Muzeum na demarkační linii v Rokycanech je největší nestátní vojenské muzeum v České republice. Provozovatelem muzea je Nadace pozemního vojska AČR. Muzeum je hlavním pořadatelem akce BAHNA. Nachází se v bývalém vojenském objektu nedaleko za městem Rokycany v okrese Rokycany, u silnice 183, směr Šťáhlavy.

## Historie
Muzeum bylo otevřeno dne 11. listopadu 1997, při příležitosti oslav Dne veteránů, velitelem pozemního vojska generálem Jiřím Šedivým. K přestřižení pásky došlo symbolicky v 11 hodin 11 minut, tedy v čase ukončení první světové války.
Od vzniku muzea se podílí na jeho provozu a další činnosti i muzejní spolek Klub vojenského muzea na demarkační linii v Rokycanech, o. s.

## Současnost
Areál muzea se skládá z venkovní a vnitřní expozice. Venkovní expozice muzea obsahuje více než 150 ks vojenské převážně pojízdné techniky z období druhé světové války a z poválečné výzbroje ČSLA a AČR. Součástí venkovní expozice je také ženijní, spojovací a protiletadlová technika, obrněné transportéry, tanky a výzbroj dělostřelectva. Vnitřní expozice obsahuje výzbroj, výstroj, dokumenty a uniformy československé prvorepublikové armády a jejího opevnění opevnění, Wehrmachtu, armády Velké Británie, USA a Sovětského svazu. Součástí je i část věnovaná holokaustu a II. odboji na Rokycansku. Otevřeno je od 1. dubna do 31. října každý den od 9 do 18 hodin.
Muzeum na demarkační linii v Rokycanech připravilo pro návštěvníky trojrozměrnou výstavu Přínos legionářů pro vznik Československa. Výstava seznamuje s formováním jednotek. V době od 6. července 2015 do 31. srpna 2015 jsou expozice Muzea na demarkační linii v Rokycanech rozšířeny o výstavu k 70. výročí osvobození. V sobotu 20. června 2015 proběhla na tankodromu u Strašic akce Den pozemního vojska - BAHNA 2015.

## Exponáty
štábní automobil Škoda 903 Superb, četnický autokar Walter, replika obrněného automobilu Tatra vz.30, legendární Willys MB, Dodge, GAZ 67, nákladní automobil Studebaker US-6, GMC 353 CCKW, několik verzí standardních německých nákladních automobilů Opel Blitz, Mercedes či Phänomen Granit, Praga RN, Tatra 57 K, Ford Canada, Bedford OXD, mnoho typů vozidel Tatra, Praga, Zil, Ural, Gaz, Uaz, Kraz, legendární sovětský tank T-34/85, samohybné dělo SU-100, kolopásový transportér OT-810 v několika verzích, vyprošťovací tank VT-34, VT-55, střední tank T-55AM2,T-72 a mnoho dalšího.

## Galerie

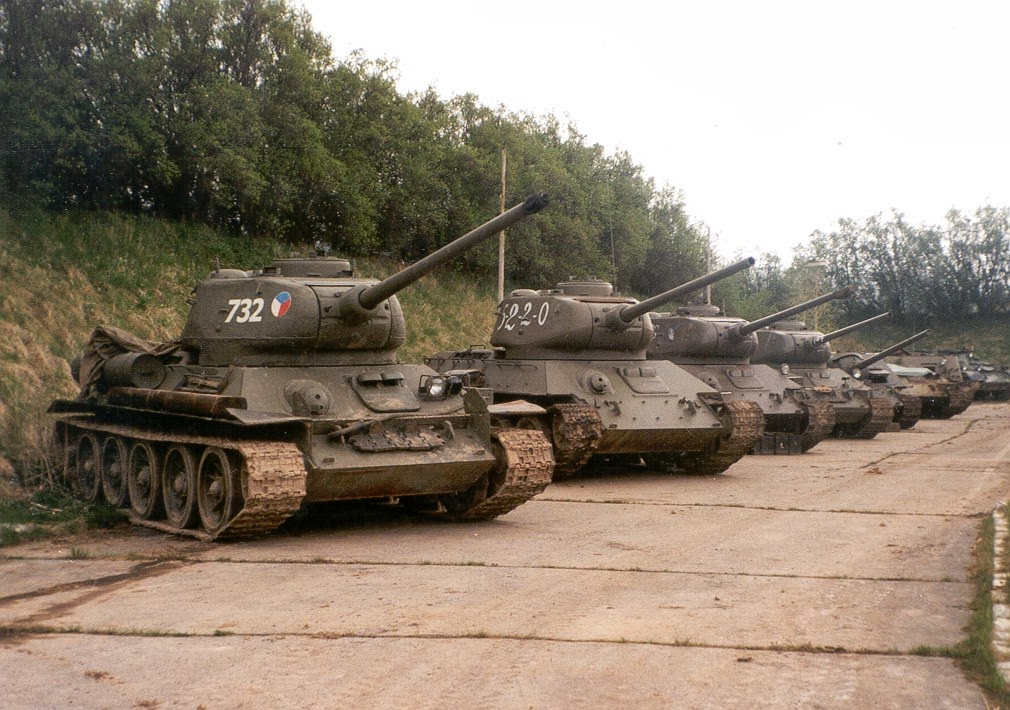
Tanky T-34/85
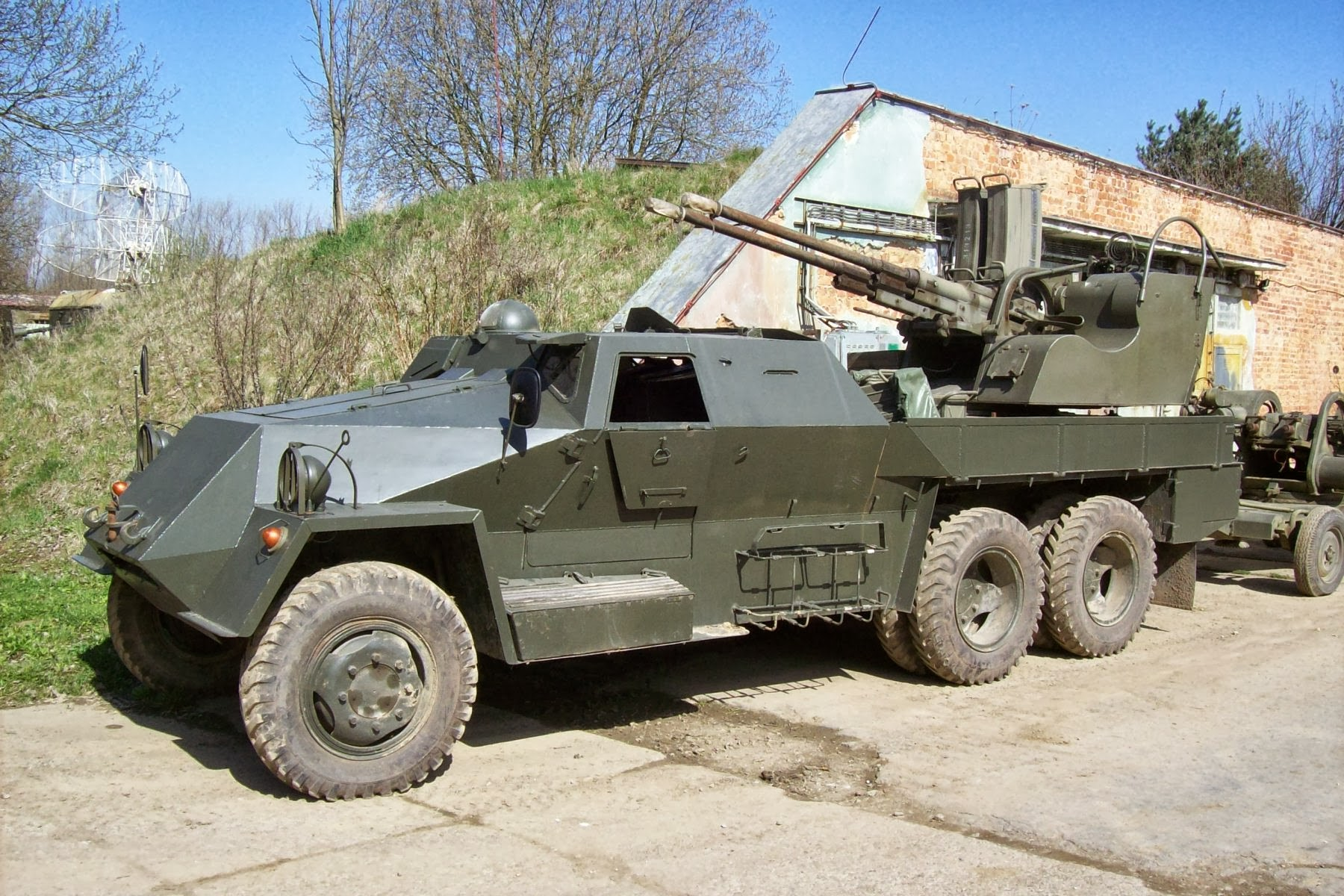
30 mm Pl. Dvk. vz. 53/59 na podvozku Praga V3S
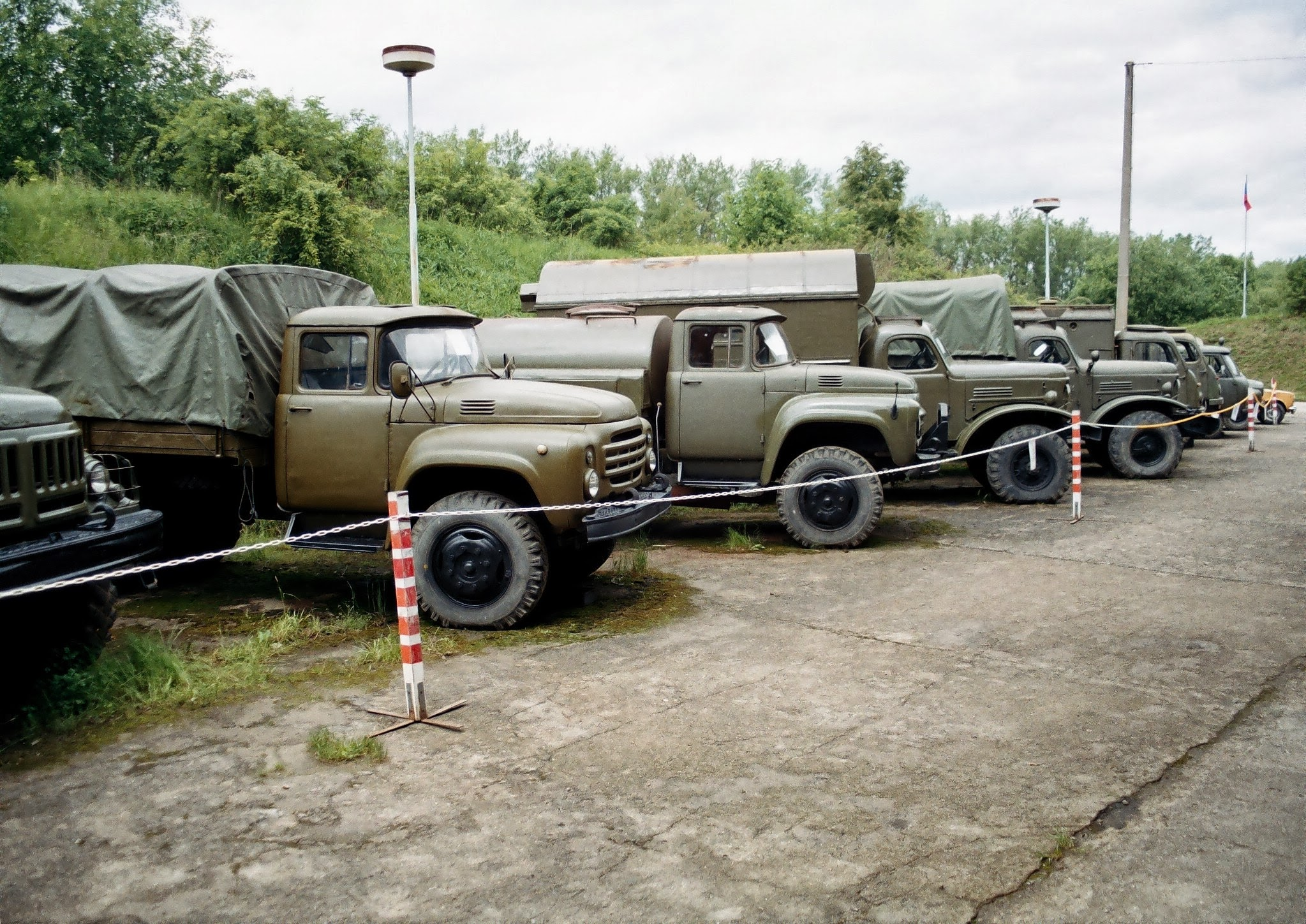
Technika ČSLA, ZIL-130, ZIL-157, Tatra 805...
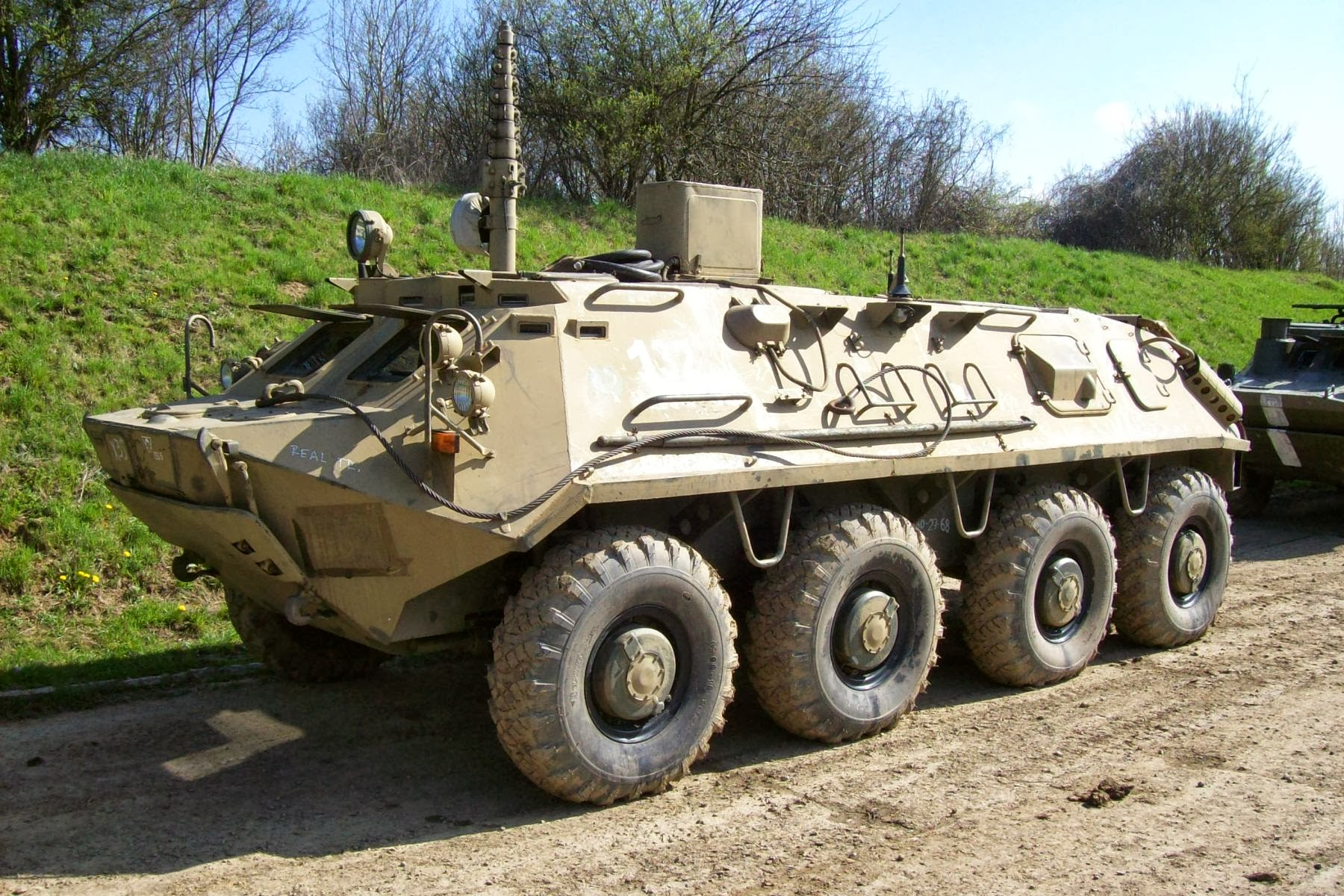
BTR 60 - PU-12
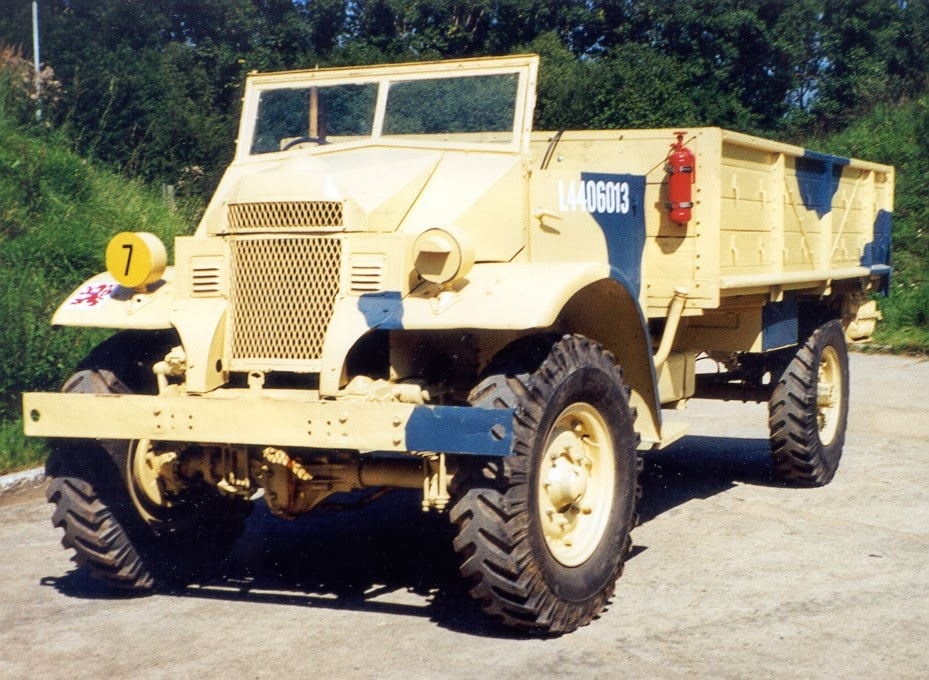
Ford Canada F60L No 12
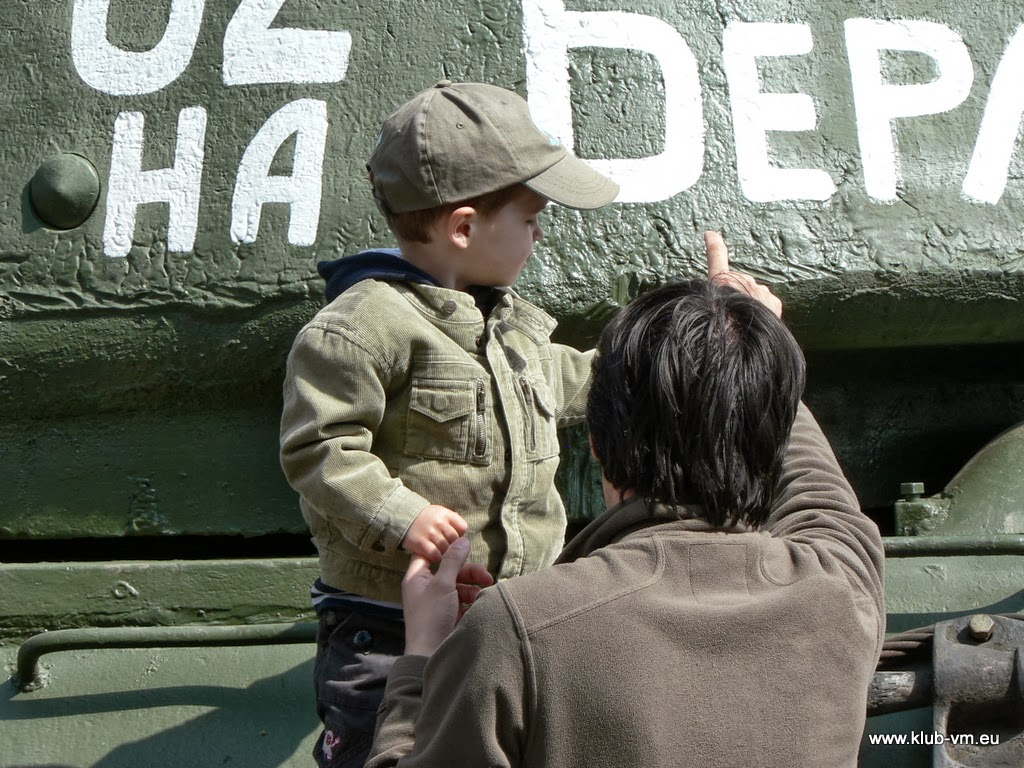
v muzeu...
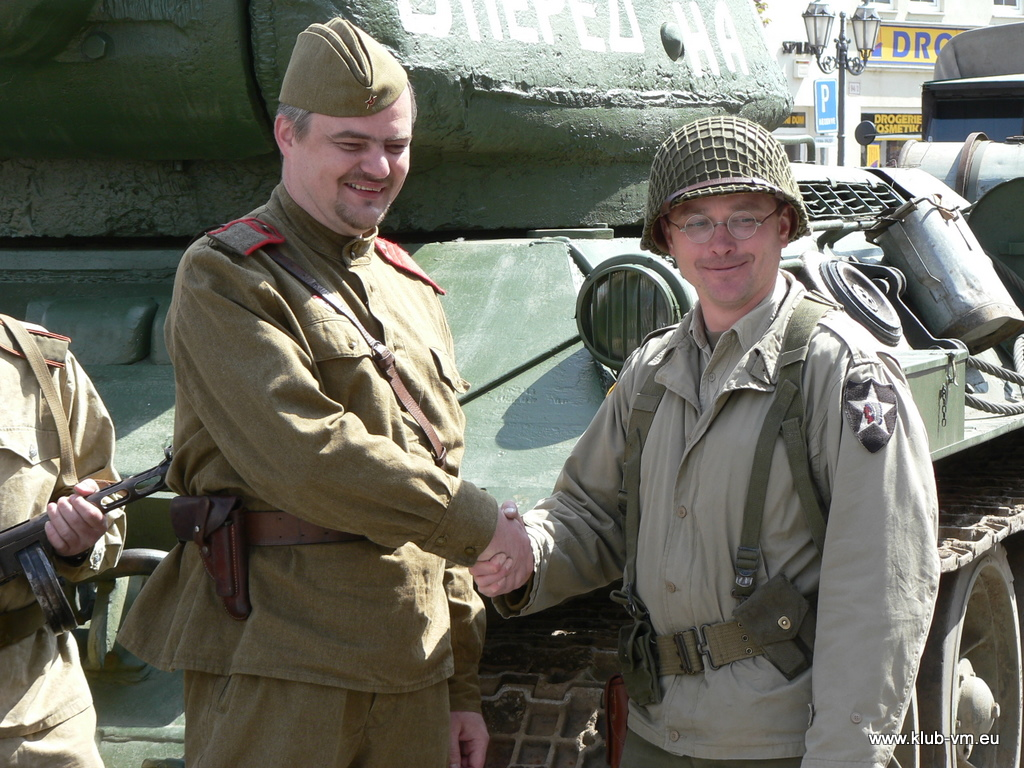
na demarkační linii...
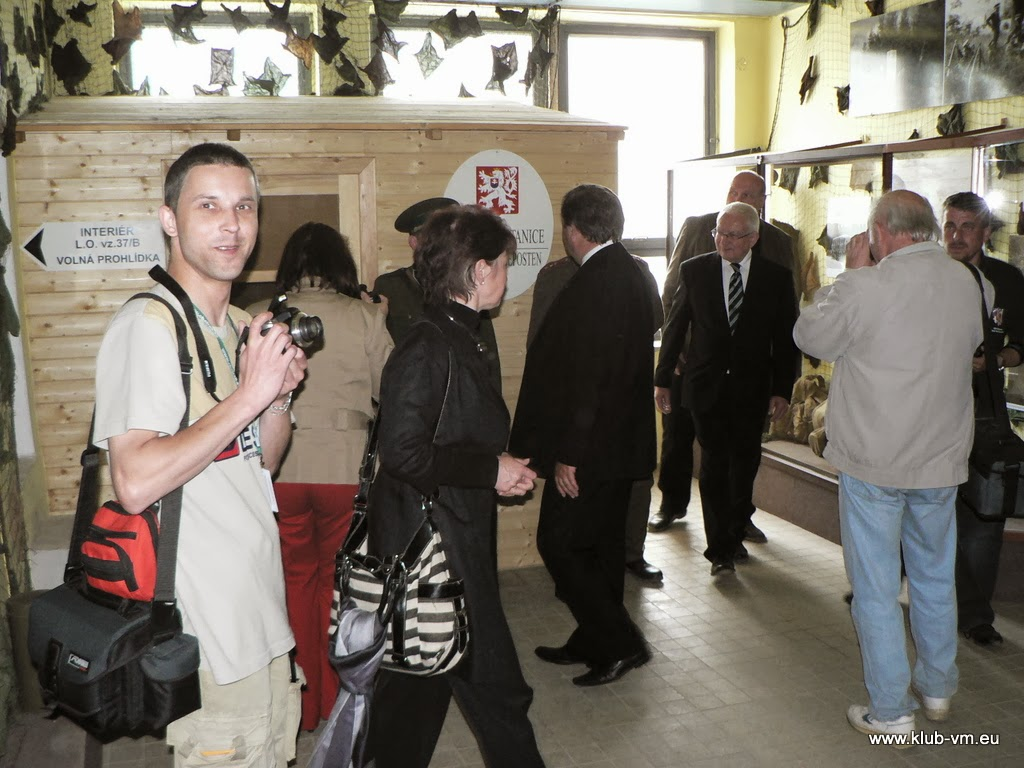
vnitřní expozice
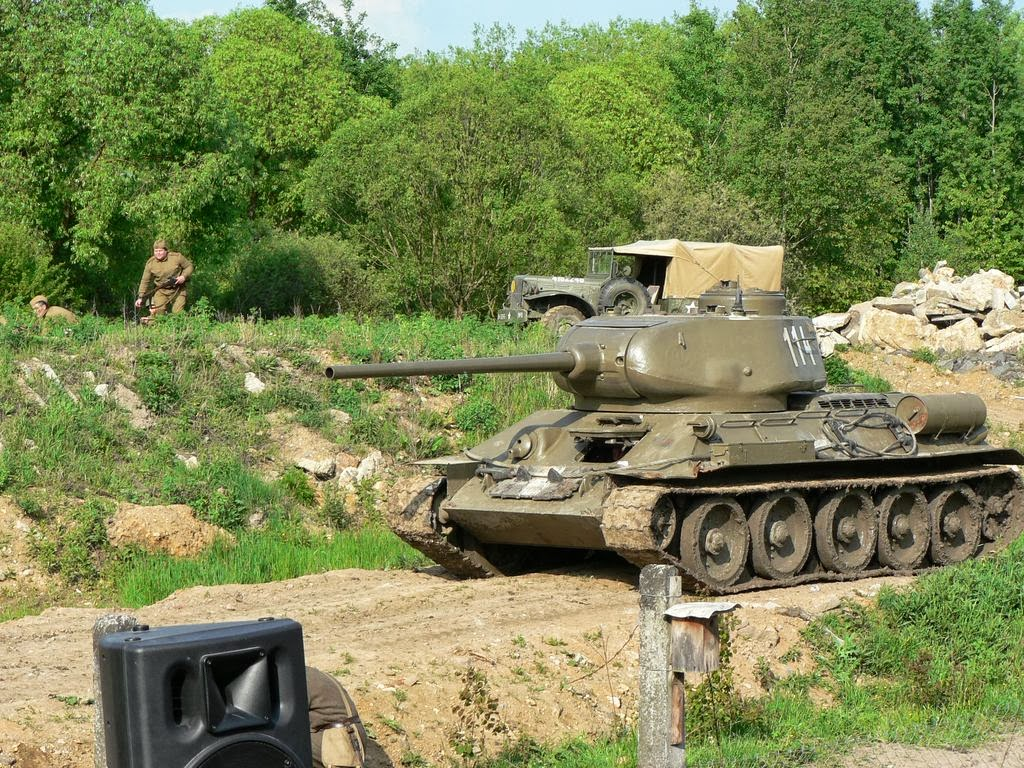
tank T-34/85 při dynamické ukázce
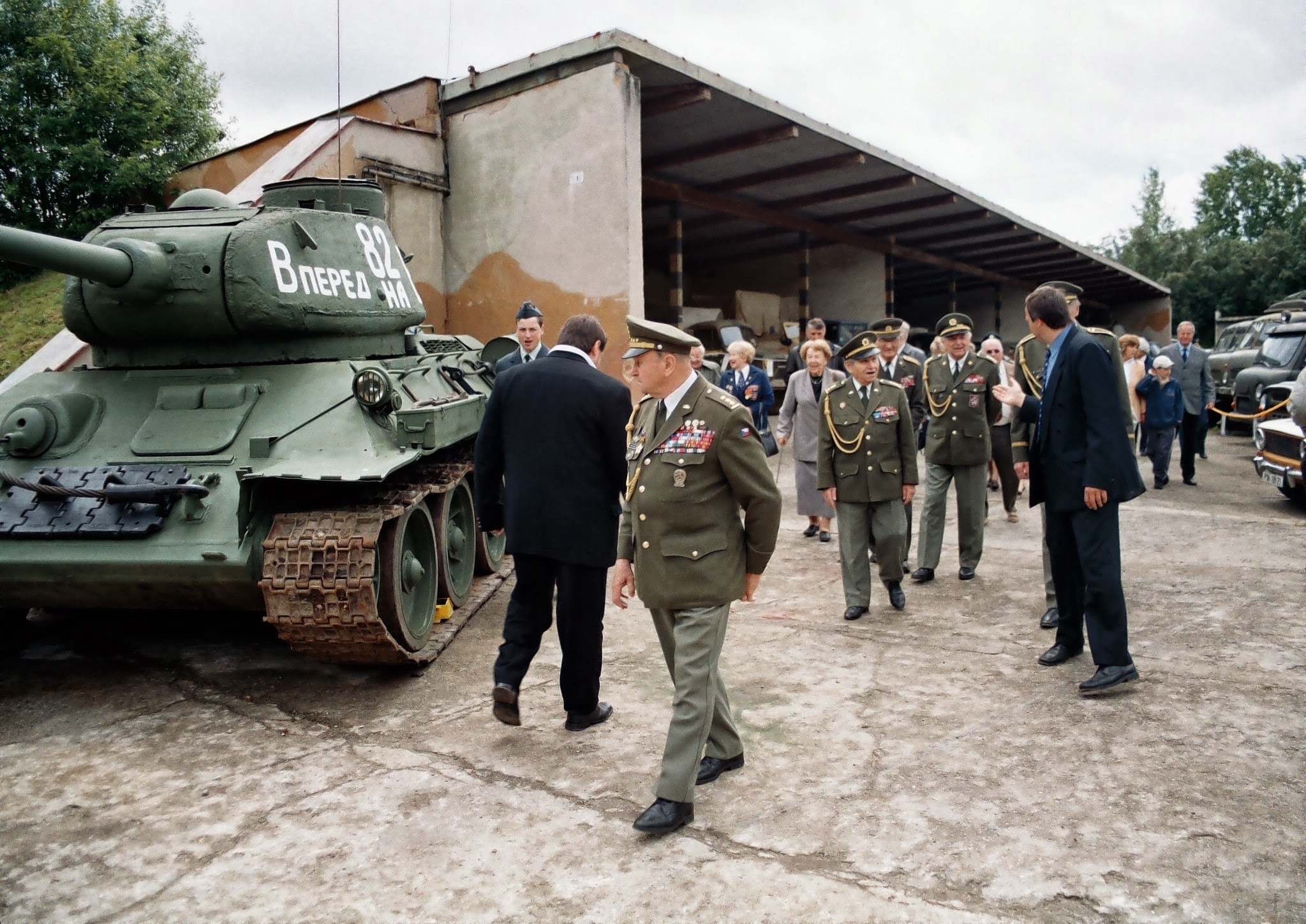
V popředí plukovník v. v. Vladimír Palička, který se v době II. světové války účastnil bojů na Dukle a ve Slezsku jako tankista